# サンセットライダーズ
サンセットライダーズ（Sunset Riders）は1991年にコナミ（現・コナミアミューズメント）が発売したアクションゲームである。馬に乗っての銃撃戦や、馬車の大爆発、蒸気機関車の登場など、西部劇をモチーフにした演出が多い。北米でも稼働し、ヒットを記録した。

## システム
8方向のレバー+攻撃ボタンで8方向に射撃しつつ、レバーでの移動とジャンプボタン、特定操作で行えるスライディングで敵弾を回避しながらボスを倒すのが目的。敵の攻撃を受けると1ミス。本作は2人同時プレイの他、4人同時プレイも可能。
一定の点で残機が1つ増える他、4人用タイプの筐体の場合はコインを追加投入することでも残機が増える。残機が全て無くなるとゲームオーバーとなる。
ボスを倒した際に一番多くダメージを与えたプレイヤーが得点を得られるシステムになっている。

## キャラクター
プレイヤーキャラクターは4人。拳銃装備で連射が利き、弾がまっすぐ前と斜め上の二方向タイプのキャラクターと、散弾銃装備で連射はそこそこだが、弾が拡散し当たりやすいタイプのキャラクターがいる。各キャラクターの後の色はイメージカラー。4人用版筐体は選べるキャラは固定され、2人同時プレイ版の場合、使用できるキャラを選択可能。
スティーブ（黄色）
攻撃は拳銃タイプ。
ビリー（青色）
攻撃は拳銃タイプ。
ステージ4をクリアした後のボーナス演出の際、踊り子たちに背中を向ける演出がある（他の3人は踊り子を食い入るように見る）。
ボブ（緑色）
攻撃は散弾銃タイプ。
コルマーノ（赤色）
攻撃は散弾銃タイプ。
プレイヤーとして参戦した状態でステージ5のボスを倒すと、ソンブレロをボスのものに交換する演出が発生。以降のステージはそのソンブレロで進行する。

## アイテム
二丁拳銃
拳銃のマークが書いてある銀のバッジ。二丁拳銃状態になり、拳銃タイプの場合は斜め方向にも同時に射撃を行うようになる(散弾銃は攻撃幅が拡大)。すでに二丁拳銃になっている場合はボーナス点($1000)がもらえる。GENESIS版ではマークが違う。
パワーアップ
拳銃のマークが書いてある金のバッジ。パワーアップすると連射速度や弾のスピードが速くなるなど有利になる(強化状況はショットの色)。既にパワーアップしている場合はボーナス点($1000)がもらえる。GENESIS版ではマークが違う。
1UP
黄色いハートに1UPと書いてあるアイテムで、取ると1UPする。ステージ6に1つだけ存在する。
ダイナマイト
その名の通り爆弾。敵キャラのカウガールが投げてくる。放っておくと爆発し、その際には敵味方を問わず巻き込んでしまう。爆発する前であれば拾う事ができ、拾った状態で攻撃ボタンを押せば投げ返せる。ダイナマイトで敵を倒すと多めに得点が入る。
ガトリングガン
固定されている銃。最終ステージ(ステージ8)に２つあり、壁を壊す際に必要となる。ただし、弾は敵味方関係無しに当たるので複数プレイ時には注意が必要。
鳥の丸焼き
得点アイテム($500)。体力が回復する訳ではない（そもそも、このゲーム自体、体力制ではない）。
金の砂の山
得点アイテム($2000)。

## ステージ構成
全8面の2周エンド。
ステージ1
ボス：SIMON GREEDWELL
登場時セリフ「もうおまえもこれまでだ。」
死亡時セリフ「俺にもつけがまわってきたか。」
懸賞金（得点）は$10000。
ステージ2
ボス：HAWKEYE HANK HATFIELD
登場時セリフ「ガンを抜けっ！」
死亡時セリフ「うっ、やられた！」
懸賞金は$20000。
ボーナスステージ
ステージ3
ボス：DARK HORSE
登場時セリフ「かたをつけようぜ。」
死亡時セリフ「かたがついたぜ。」
懸賞金は$30000。
ステージ4
ボス戦のみ。
ボス：THE SMITH BROS
登場時セリフ「吹っ飛ばしてやる。」「やれー、やれー。」
死亡時セリフ「やられたぜ！」「なんてこった！」
懸賞金は$40000。
ステージ5
ボス：EL GRECO
登場時セリフ「くたばりやがれ！」
死亡時セリフ「さらば。」
懸賞金は$50000。
このボスのみ特別な演出があり、コルマーノがいる場合、倒された時に自分のソンブレロをコルマーノに投げ渡し、コルマーノがこれを被る。以後、コルマーノのソンブレロはこのボスのものとなる。
ボーナスステージ
ステージ6
ボス：CHIEF SCALPEM
登場時セリフ「ぶっ殺してやるぜ！」
敗北時セリフ「ぶっ殺されたぜ！」
懸賞金は$60000。
ステージ7
ボス：PACO LOCO
登場時セリフ「このザコ野郎。」
死亡時セリフ「あばよ！」
懸賞金は$70000。
最終ステージ
ボス：SIR RICHARD ROSE
登場時セリフ「覚悟はいいか。」
死亡時セリフ「少々運が悪かったぜ！」
懸賞金は$100000。

## 移植版
海外において、1992年にはGENESIS（海外版メガドライブ）、1993年にはSNES（海外版スーパーファミコン）にそれぞれ移植・発売されているが、GENESIS版は選べるキャラクターがビリーとコルマーノの2人に削られている上、ボスの削除などステージ構成も大幅に変更され、実質新作に近い内容。SNES版は細かい削除や変更はあるものの基本的には忠実な移植である。
日本国内においては、家庭用の移植版は発売されていなかったが、2020年6月11日にアーケードアーカイブスでPlayStation 4版とNintendo Switch版が配信された。